# Henry Delgadallio
Henry Delgadallio es un deportista mexicano que compitió en natación adaptada. Ganó una medalla de plata en los Juegos Paralímpicos de Arnhem 1980 en la prueba de 50 m espalda (clase 3).

## Palmarés internacional
| Juegos Paralímpicos | Juegos Paralímpicos   | Juegos Paralímpicos | Juegos Paralímpicos |
| Año                 | Lugar                 | Medalla             | Prueba              |
| ------------------- | --------------------- | ------------------- | ------------------- |
| 1980                | Arnhem (Países Bajos) | Medalla de plata    | 50 m espalda 3      |